# Siros
Siros (okzitanisch: Siròs) ist eine französische Gemeinde des Départements Pyrénées-Atlantiques mit 840 Einwohnern (Stand: 1. Januar 2022) in der Region Nouvelle-Aquitaine (vor 2016: Aquitanien). Administrativ ist sie dem Kanton Lescar, Gave et Terres du Pont-Long (bis 2015: Kanton Lescar) und dem Arrondissement Pau zugeteilt. Die Einwohner werden Sirosiens genannt.

## Geografie
Siros liegt etwa zehn Kilometer nordwestlich von Pau. Der Gave de Pau führt an der westlichen Gemeindegrenze entlang. Umgeben wird Siros von den Nachbargemeinden Aussevielle im Norden, Poey-de-Lescar im Osten, Artiguelouve im Süden und Südosten, Arbus im Westen und Südwesten sowie Denguin im Nordwesten.

## Bevölkerungsentwicklung
| Jahr                      | 1936 | 1946 | 1954 | 1962 | 1968 | 1975 | 1982 | 1990 | 1999 | 2006 | 2013 |
| ------------------------- | ---- | ---- | ---- | ---- | ---- | ---- | ---- | ---- | ---- | ---- | ---- |
| Einwohner                 | 148  | 158  | 147  | 203  | 180  | 210  | 282  | 462  | 594  | 675  | 703  |
| Quelle: Cassini und INSEE |      |      |      |      |      |      |      |      |      |      |      |

## Sehenswürdigkeiten
- Kirche Saint-Martin aus dem 19. Jahrhundert

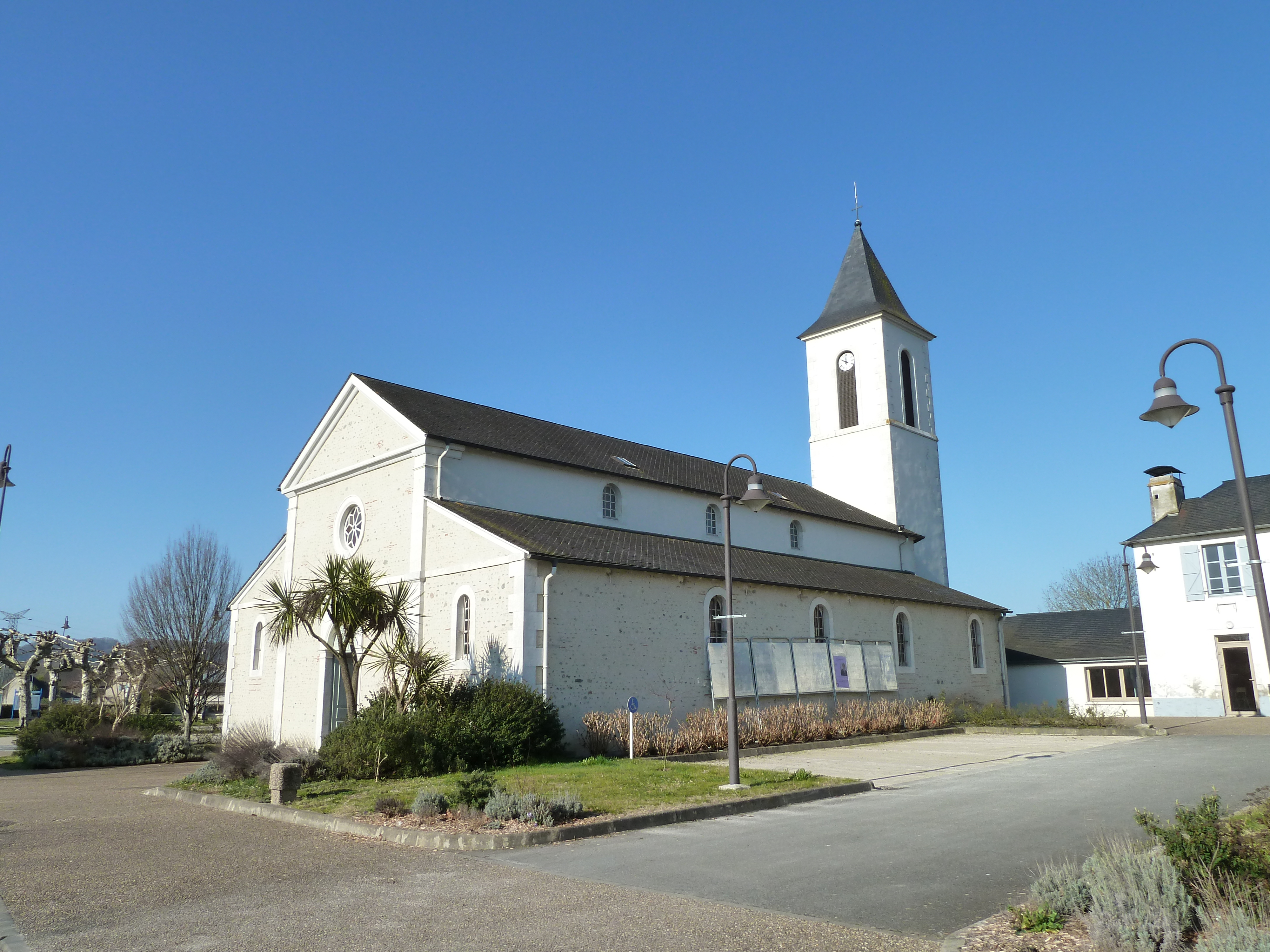
Kirche Saint-Martin